# Donaupark
Donaupark är en park i Österrike.   Den ligger i förbundslandet Wien, i den östra delen av landet, i huvudstaden Wien. Donaupark ligger 161 meter över havet.
Terrängen runt Donaupark är platt åt sydost, men åt nordväst är den kuperad. Runt Donaupark är det mycket tätbefolkat, med 3 022 invånare per kvadratkilometer.. Närmaste större samhälle är Wien, 4,3 km sydväst om Donaupark. 
Runt Donaupark är det i huvudsak tätbebyggt.